# بخش مرکزی شهرستان مهران
بخش مرکزی شهرستان مهران یکی از بخش‌های تابعه شهرستان مهران در استان ایلام در غرب ایران است.

## تقسیمات کشوری
- دهستانهای بخش مرکزی: 
  - دهستان محسن‌آب

نقاط شهری: مهران

## جمعیت
بنابر سرشماری مرکز آمار ایران، جمعیت بخش مرکزی شهرستان دهستان مهران در سال ۱۳۸۵ برابر با ۵۷۸۸۹ نفر بوده است.